# Munktells 20-24 hk
Munktells 20-24 hk var en traktor tillverkad 1916-1920 (inklusive modellen 18-20 hk) av Munktells Mekaniska Verkstad i Eskilstuna. Denna företagets andra traktor var betydligt mindre än den första (30-40 hk). Den hade en encylindrig tvåtakts tändkulemotor som ursprungligen hade en maximal effekt på 20 hk. Vid "normal belastning" ansågs effekten vara 18 hk varför modellen kallades 18-20 hk. Redan efter åtta exemplar insåg man att effekten var i lägsta laget, och den uppdaterades till 20-24 hk, vilket den också fick som modellbeteckning. Efter totalt 328 exemplar ersattes modellen 1920 av Typ 22.

## Tekniska data Munktells 18-20 hk
Motor:
- Beteckning: Munktells 18-20 hk
- Typ: Encylindrig tvåtakts tändkulemotor med sidoinsprutning
- Bränsle: Råolja (diesel)
- Cylindervolym: 12,7 l
- Max effekt: 20 hk

Transmission:
- Växlar: 2 fram, 1 back
- Drivning: Bakhjulsdrift

Produktion
- Tillverkningsår: 1916
- Antal tillverkade: 8

## Tekniska data Munktells 20-24 hk
Motor:
- Beteckning: Munktells 20-24 hk
- Typ: Encylindrig tvåtakts tändkulemotor med sidoinsprutning
- Bränsle: Råolja (diesel)
- Cylindervolym: 12,7 l
- Max effekt: 24 hk

Transmission:
- Växlar: 2 fram, 1 back
- Drivning: Bakhjulsdrift

Produktion
- Tillverkningsår: 1917-1920
- Antal tillverkade: 320